# أس أس أدرياتيك (1856)

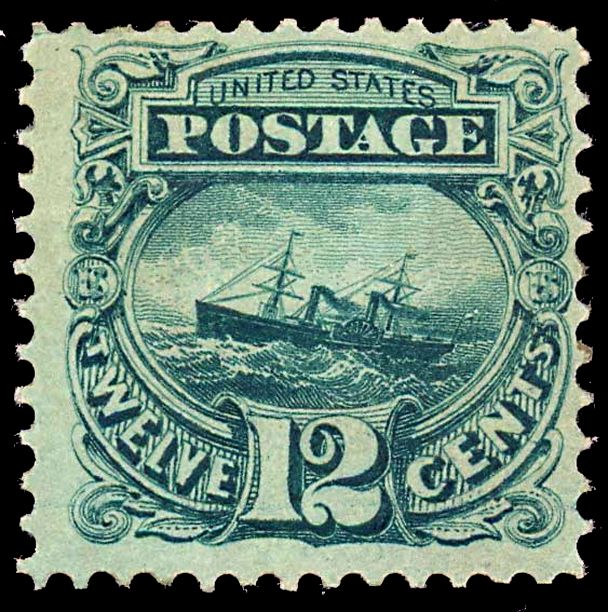
كانت سفينة الأدرياتيكي بمثابة انتصار كبير في مجال بناء السفن الأمريكية لدرجة أنه ظهرت صورتها على طابع بريدي أمريكي عام 1869- طابع فئة 12c

كانت الأدرياتيك سفينة بخارية ذات هيكل خشبي وعجلات جانبية، أُطلقت في نيويورك عام 1856. صُممت لتكون أكبر وأسرع وأفخم سفينة ركاب عابرة للمحيط الأطلسي في عصرها، وفخر شركة كولينز لاين. عند إطلاقها، كانت أكبر سفينة في العالم.
أبحرت سفينة الأدرياتيكي برحلة ذهاب وعودة واحدة فقط مع شركة كولينز لاين قبل أن تنهار تلك الشركة، ويعود ذلك جزئيًا إلى ارتفاع تكلفة صناعة سفن الأدرياتيكي. ثم أبحرت بخمس رحلات ذهاب وعودة أخرى كسفينة فاخرة، قبل أن تُباع لشركة إنجليزية حيث أعادت الشركة تصميمها لأجل نقل مئات المهاجرين الأيرلنديين إلى أمريكا. في المجمل، لم تبحر السفينة سوى باثنتي عشرة رحلة ذهاب وعودة عبر المحيط الأطلسي، على الرغم من أنها كانت إنجازًا مهماً في بناء السفن الأمريكية، إلا أن أيًا من مالكيها لم يحالفهُ الحظ معها. ثم انتهت أيامها كهيكل ضخم عند مصب نهر النيجر كمستودع فحم عائم لتزويد السفن بالوقود بشكل أفضل مع الواقع التجاري في ذلك الوقت. وتخلي عنها هناك عام 1885.

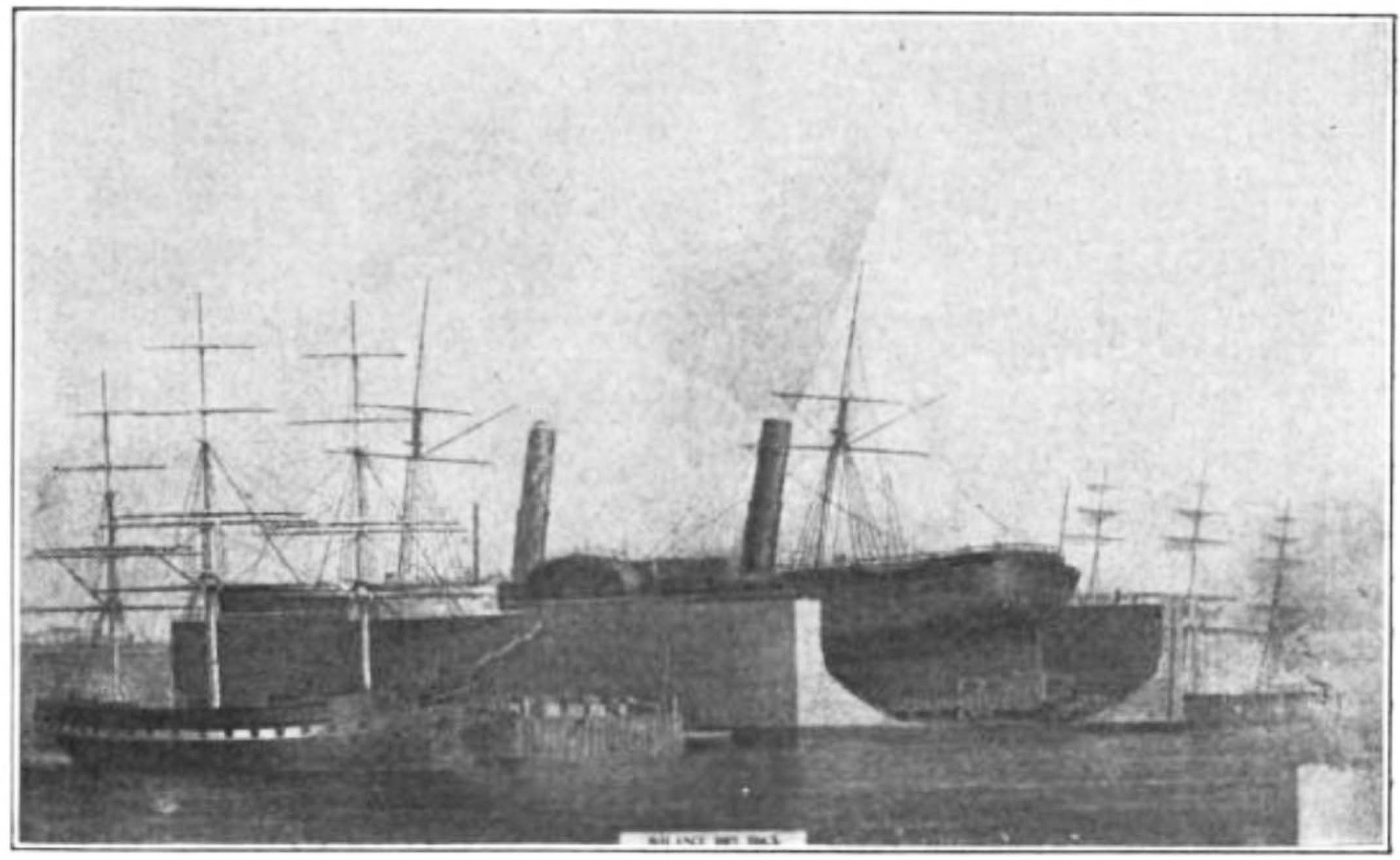
حوض التوازن مع سفينة الأدرياتيكي

في عام 1846، قدّم إدوارد ك. كولينز اقتراحًا إلى مكتب بريد الولايات المتحدة. مقابل دعم سنوي قدره 385 ألف دولار، كان كولينز سيبني أسطولًا من خمس سفن تُبحر بين نيويورك وليفربول، حاملةً البريد، مرتين شهريًا خلال الأشهر الثمانية من العام التي يكون فيها شمال الأطلسي العاصف هادئًا نسبيًا.
لقد فاز بالعقد وأنشأ شركة نيويورك وليفربول للبريد الأمريكي، والتي عُرفت اختصارًا باسم "كولينز لاين". كان ستيوارت براون وجيمس براون، ممثلَي شركة الأخوة براون المصرفية الخاصة، شريكَين في الشركة وداعمَين ماليَّين لها.
بنت شركة كولينز أربع سفن فقط، لكن مكتب البريد لم يضغط على شرط السفن الخمس في عقد البريد. ثم في سبتمبر 1854، غرقت السفينة البخارية Arctic التابعة للشركة. فازداد الضغط على كولينز لبناء سفينة أخرى. جاء هذا الطلب في وقت قوي ماليًا لشركة كولينز لاين. وجرى إصلاح المشاكل الميكانيكية المبكرة في سفنها الثلاث الأخرى، Atlantic وBaltic وPacific والتي كانت تعمل بشكل جيد. تمت زيادة إعانة البريد إلى 858000 دولار سنويًا، ووصلت عمليات صعود الركاب إلى أعلى مستوى لها على الإطلاق. حتى خسارة Arctic، على الرغم من الحادثة المأساوية في خسارة الأرواح، لكن خلفت للشركة مبلغ 540000 دولار من عائدات التأمين. قرر كولينز بناء سفينة Adriatic كأكبر وأسرع وأفخم سفينة بخارية عبر المحيط الأطلسي على الإطلاق.